# Кухианидзе, Вахтанг Мелитонович
Вахтанг Мелитонович Кухианидзе (Кукианидзе) (1 мая 1914, Тифлис — 21 марта 1985) — советский борец вольного стиля, Заслуженный мастер спорта СССР (1951), Заслуженный тренер СССР (1957), Заслуженный деятель культуры Грузинской ССР (1957).

## Биография
Один из основоположников борьбы в Грузинской ССР и Советском Союзе. Начал тренерскую деятельность в 1931 году, работал в обществе «Динамо» (Тбилиси). Его воспитанники 16 раз становились чемпионами СССР. Первые годы после Великой Отечественной войны был тренером сборной команды СССР (1949—1954). Судья всесоюзной (1947), а впоследствии международной (1950) категории.
Возглавлял сборную команду страны на летних Олимпийских играх 1952 года в Хельсинки.

## Известные воспитанники
- Бобохидзе, Илья Барнабович (1915—1991) — чемпион СССР;
- Габараев, Сергей Нестерович (1928—2014) — чемпион СССР по вольной борьбе и самбо, бронзовый призёр чемпионата мира по вольной борьбе;
- Даушвили, Шота Порфирович (1927—1983) — чемпион и призёр чемпионатов СССР по самбо и вольной борьбе;
- Канделаки, Оттар Александрович (1928) — чемпион и призёр чемпионатов СССР, призёр Кубка мира;
- Каркусашвили, Эстате Исидорович (1921—1969) — чемпион СССР по самбо и вольной борьбе;
- Карсуалидзе, Спартак (1940) — чемпион и призёр чемпионатов СССР;
- Мачкалян, Варгашак Торопович (1914-?) — борец вольного и классического стилей, чемпион и призёр чемпионатов СССР, Заслуженный мастер спорта СССР;
- Музашвили, Николай Георгиевич (1924—1992) — борец классического и вольного стилей, самбист и дзюдоист, чемпион СССР, бронзовый призёр чемпионата мира по вольной борьбе;
- Чихладзе, Шалва Константинович (1912—1997) — борец классического и вольного стилей, серебряный призёр олимпийских игр в классической борьбе, Заслуженный мастер спорта СССР.

## Награды
- Орден «Знак Почёта» (27.04.1957) — «за успехи, достигнутые в деле развития массового физкультурного движения в стране, повышения мастерства советских спортсменов, и успешное выступление на международных соревнованиях»